# Сказка о Ерше Ершовиче, сыне Щетинникове
«Сказка о Ерше Ершовиче, сыне Щетинникове» — русская народная сказка из сборника сказок А. Н. Афанасьева. Сказка входит в первый том его сборника «Народные русские сказки» под номерами № 77, № 78, № 79, № 80.
Эта очень популярная сказка печаталаcь в сборниках русских сказок и выпускалась отдельно, включая аудиосказки.

## Сюжет
Александром Афанасьевым был записано четыре варианта этой сказки, причём один из них (№ 79) — в стихотворной форме. Вариант сказки № 80 был создан по мотивам «Повести о Ерше Ершовиче», изданной в четырёх версиях:
- Повесть о Ерше Ершовиче Архивная копия от 7 февраля 2011 на Wayback Machine / Подготовка текста и примечания А. М. Панченко // Изборник (Сборник произведений литературы Древней Руси). — М.: Художественная литература, 1969. — С. 581—588, 777—778 (прим.) — (Библиотека всемирной литературы).
- Повесть о Ерше Ершовиче / Подг. текста и комм. А. М. Панченко / Памятники литературы Древней Руси: XVII век. — М., 1989. — Кн. 2. — С. 176—181, 602—603.
- Русская демократическая сатира XVII века / Подготовка текстов, статьи и комментарии В. П. Адриановой-Перетц. — 2-е изд. — М., 1977. — С. 7—16, 143—147, 168—174.
- Повесть о Ерше Ершовиче / Перевод Т. А. Ивановой, Ю. С. Сорокина; комментарии Л. А. Дмитриева, Н. В. Понырко / Изборник. — 1986. — С. 318—321, 436—437.

Общий смысл сюжета, независимо от отличительных черт четырёх сказочных вариантов, представляется следующим образом:
хищная рыба ёрш забралась в чужое озеро к местным рыбам, в числе которых были лещ, голавль, щука, осётр, сом, а также многие другие, и начал их всячески притеснять. От его притеснения озёрные рыбы стали страдать и решили вызвать ерша на суд. Как ёрш на суде не выкручивался, а всё равно его осудили за ненадлежащее поведение в чужом озере. По одой версии ёрш сумел улизнуть от возмездия, а по другой из него сварили уху.

## Экранизация
Советский короткометражный мультфильм «Про Ерша Ершовича», созданный режиссёром Станиславом Соколовым в 1979 году.